# Šupljorošci
Šupljorošci su pripadnici svake od 140 vrsta sisavaca parnoprstaša porodice Bovidae. Ova je porodica široko rasporostranjena, i izvorna je u svim kontinentima, izuzev Južne Amerike, Australije i Antarktike. Porodica je također veoma raznolika: njeni su članovi životinje poput bizona, antilopa, gazela, te divlja i domesticirana goveda, ovce, koze i azijski vodeni bivoli.

## Opis
Najveći šupljorošci teže preko jedne tone, i visina u ramenima im je oko 2 metra; najmanji šupljorošci teže otprilike 3 kilograma i visine su domaće mačke. Neki su zbijeni i mišićavi, drugi su lagane građe, s manjim kosturom i vitkim dugim nogama. Mnoge vrste sakupljaju se u veće grupe sa složenim društvenim ustrojstvima, no druge su vrste većinom samotnjačke. Unutar njihova opsežnog razmjera, obitavaju u širokom rasponu staništa; od pustinja do tundra, od gustih tropskih šuma do visokih planina.
Većina porodice hrani se biljnom hranom (iznimke su dujkeri, koji su većinom svejedi i hrane se raznolikom hranom). Svi šupljorošci imaju želudac građen u četiri dijela, što im dopušta da probave hranu koja je inače veoma niske hranjive vrijednosti, poput trave. Nijedna životinja nije sposobna izravno probaviti celulozu: poput (primjerice) klokana i termita, šupljorošci se oslanjaju na želučane bakterije koje razgrađuju celulozu fermentacijom.
Zbog veličine i težine njihovog složenog probavnog sustava, mnogi su šupljorošci čvrste i krupne građe; "elegantniji" pripadnici ove porodice obično su izbirljiviji u hranjenju, i teže biti prebirnici, a ne travojedi. Njihovi očnjaci poptuno su nestali, ili su se izmijenili i služe kao dodatni incizivi. Svi šupljorošci dvoprstaši su, te im je kopito podijeljeno na dva dijela. Svi mužjaci (i velik broj ženki) imaju rogove; veličina i oblik uvelike je promjenjiv kod svih vrsta, no osnovna građa uvijek je jedinstvena koštana izbočina bez grana, prekrivena slojem keratina.

## Evolucija
Porodica je poznata kroz fosilne ostatke iz ranog miocena. Najveći broj sadašnjih šupljorožaca obitava u Africi, sa znatnim no manje raznolikim populacijama u Aziji i Južnoj Americi. Smatra se kako većina vrsta porodice šupljorožaca, koji su se razvili u Aziji, nije bila sposobna preživjeti iznenadan dolazak novog i nepoznatog grabežljivca kada su ljudi prvi put pristigli iz Afrike tijekom kasnog pleistocena. S druge strane, afričke su vrste imale tisuće, možda i milijune godina, u kojima su se mogle razvijati i prilagođavati razvijajućim ljudskim vještinama lova. Značajno je istaknuti kako je velik broj domesticiranih šupljorožačkih vrsta –– koza, ovaca, vodenih bizona, jakova –– zapravo azijskog podrijetla: vjeruje se kako su se azijski šupljorošci manje bojali čovjeka, i bili mnogo poslušniji.
Manji broj današnjih američkih šupljorožaca razmjerno su nove pridošlice, koje su stigle preko Beringovog kopnenog mosta. Svi veći travojedi izvorni u Sjevernoj Americi izumrli su netom nakon dolaska Clovis ljudi prije otprilike 12 000 godina. Ovo je ostavilo veliki broj ekoloških niša praznima, te su preci sadašnjeg američkog bizona, planinske koze i muflona preuzeli prazna mjesta.

## Sistematika
- RED Artiodactyla (Parnoprstaši)
  - Podred Suina: svinje, etc.
  - Podred Typlopoda: deve i ljame
  - Podred Ruminantia: preživači
    - Infrared Tragulina
      - Porodica Tragulidae: patuljasti moškavci, 6 vrsta u 4 roda

    - Infrared Pecora
      - Porodica Moschidae: mošusni jeleni, 4 vrste u jednom rodu
      - Porodica Antilocapridae: rašljoroge antilope, jedna vrsta u jednom rodu
      - Porodica Giraffidae: žirafe i okapiji, 2 vrste u 2 roda
      - Porodica Cervidae: jeleni, 43 vrste u 16 rodova
      - Porodica Bovidae
        - Potporodica Bovinae: goveda i antilope zavijenih rogova, 24 vrste u 9 rodova
        - Potporodica Cephalophinae: dujker antilope, 19 vrsta u 2 roda
        - Potporodica Hippotraginae: antilope travojedi, 6 vrsta u 5 rodova
        - Potporodica Antilopinae: gazele, patuljaste antilope i sajga antilope, 38 vrsta u 14 rodova
        - Potporodica Caprinae: ovce, koze, 26 vrsta u 12 rodova
        - Potporodica Reducinae: močvarne antilope, lečve, 8 vrsta u 2 roda
        - Potporodica Aepycerotinae: impala, jedna vrsta u jednom rodu
        - Potporodica Peleinae: sivi brdski srnjak, jedna vrsta u jednom rodu
        - Potporodica Alcelaphinae: gnuovi, topi antilope, 7 vrsta u 4 roda
        - Potporodica Pantholopinae: tibetanska antilopa